# Life's a Riot with Spy vs Spy
Life's a Riot with Spy vs Spy är Billy Braggs debutalbum, utgivet i maj 1983.
Den ursprungliga vinylskivan spelades med hastigheten 45 varv istället för 33 varv, som är det normala. Vidare innehöll skivan endast sju låtar med en total speltid på 15 minuter och 57 sekunder. Trots detta klassificerades skivan inte som en EP utan istället som ett studioalbum. Skivan nådde plats 30 som bäst på den brittiska albumlistan.
Albumet innehåller både politiska låtar som kärlekslåtar. Till de mer politiska låtarna hör bland annat "To Have and to Have Not", en kritisk betraktelse över det engelska skolsystemet och arbetslösheten. Bland kärlekslåtarna återfinns bland annat "The Milkman of Human Kindness" och "A New England".

## Utgåvor
Life's a Riot with Spy vs Spy gavs först ut av Charisma Records. Kassettupplagan var endast inspelad på ena sidan av bandet; den andra sidan var tom, men märkt med en uppmaning till fansen att använda det tillgängliga utrymmet för att göra bootlegs av Braggs konserter.
I november 1983 utgavs skivan på nytt av Go Discs Records.
1986 inkluderas Life's a Riot with Spy vs Spy tillsammans med Braggs andra studioalbum 'Brewing Up with Billy Bragg (1984) och EP:n Between the Wars (1985) på samlingsskivan Back to Basics, utgiven av Go Discs. Detta samlingsalbum återutgavs av Cooking Vinyl. Senare samma år utgavs ytterligare en samlingsskiva på samma bolag, Life's a Riot Between the Wars, vilken inkluderade hela Life's a Riot with Spy vs Spy samt fyra låtar från Between the Wars. 
2006 återutgavs Life's a Riot with Spy Vs Spy på nytt. Förutom de ursprungliga låtarna inkluderas även en bonusskiva, på vilken alternativa versioner samt tidigare outgivet material inkluderas. Låtarna på bonusskivan producerade och sammanställdes av Grant Showbiz.

## Låtlista
Där inte annat anges är låtarna skrivna av Billy Bragg.

### Första skivan
1. "The Milkman of Human Kindness" – 2:49
2. "To Have and to Have Not" – 2:33
3. "Richard" – 2:51
4. "A New England" – 2:14
5. "The Man in the Iron Mask" – 2:13
6. "The Busy Girl Buys Beauty" – 1:58
7. "Lovers Town Revisited" – 1:19

### Andra skivan (2006 års utgåva)
1. "Strange Things Happen" (alternativ version) – 3:19
2. "The Cloth I" – 2:50
3. "Love Lives Here" – 1:42
4. "Speedway Hero" – 2:39
5. "Loving You too Long" – 2:51
6. "The Guitar Says Sorry" (alternativ version) – 2:14
7. "Love Gets Dangerous" (alternativ version) – 2:32
8. "The Cloth II" – 2:47
9. "The Man in the Iron Mask" (alternativ version) – 2:17
10. "A13, Trunk Road to the Sea" (musik: Bobby Troup, text: Bragg) – 2:27
11. "Fear is a Man's Best Friend" (John Cale) – 2:32

## Personal

### Medverkande musiker
- Billy Bragg – sång, gitarr.
- Dave Woodhead – trumpet på "The Man in the Iron Mask" (alternativ version).

### Produktion
- Oliver Hitch – producent och ljudtekniker på hela den ursprungliga albumversionen samt "The Guitar Says Sorry" (alternativ version), "Love Gets Dangerous" (alternativ version), "The Cloth II", "A13, Trunk Road to the Sea", "Fear is a Man's Best Friend".
- Grant Showbiz – producent på 2006 års utgåva.